# Delrouval (manzana)
Delrouval conocida en el mercado como Cybèle® es una variedad cultivar de manzano (Malus domestica).
Criado en 1993 por el viverista G. Delbard « Pépinières et Roseraies Georges Delbard  » en Malicorne, Francia.  Las frutas son bastante crujientes, jugosas y buen sabor equilibrado entre dulce y ácido.

## Sinónimos
- "Cybèle®",
- "Cybele Delrouval".

## Historia
'Delrouval' es una variedad de manzana, originado en 1993 por Georges Delbard de "Pepinieres Delbard" en Malicorne (Francia) cruzando como Parental-Madre a 'Delbarestivale' x polen de 'Akane' como Parental-Padre.

## Características
'Delrouval' es un árbol de expansión moderada y vigorosa, porte erecto; da fruto en espuelas; árbol vecero dando cosechas bianuales (contrañada); las ramas son algo frágiles y necesitan ser soportadas bajo una carga de frutos pesada; el  manzano Cybèle® Delrouval resiste hasta -20 C°; la fruta caerá prematuramente si el árbol está sujeto a condiciones de sequía; tiene un tiempo de floración que comienza a partir del 29 de abril con el 10% de floración, para el 2 de mayo tiene una floración completa (80%), y para el 10 de mayo tiene un 90% caída de pétalos.
'Delrouval' tiene una talla de fruto es mediana-grande; forma cónica redonda a redonda; epidermis suave y resistente, con color de fondo amarillo verdoso, con sobre color rojo en una cantidad media, con sobre patrón de color rayado, está marcada con un patrón de rayas rojas más oscuras en la cara expuesta al sol, lenticelas medias de color claro, y con ruginoso-"russeting" (pardeamiento áspero superficial que presentan algunas variedades) muy bajo; pedúnculo moderadamente largo y delgado, colocado en una cavidad profunda, estrecha y ligero ruginoso-"russeting"; carne de color crema, pulpa crujiente y jugosa, con un buen sabor equilibrado entre dulce y ácido, perfumado con toques de aromas florales y afrutados.
Su tiempo de recogida de cosecha se inicia a finales de septiembre, y principios de octubre. Aguanta 3 meses en conservación en frío.

## Usos
Uso como manzana de mesa fresca. Recomendado para huertos domésticos o huertos orgánicos, por ser resistente a enfermedades. Es ideal para jardineros domésticos porque generalmente no requiere tratamiento.

## Ploidismo
Diploide. No es autofértil, por lo que habrá que plantarlo cerca de variedades cuya floración se produzca al mismo tiempo, como 'Delbarestivale', 'Régali', 'Royal Gala', 'Reine des Reinettes' o incluso 'Delbard Jubilé '.